# Коммодор

Нарукавная планка — знак различия коммодора в Королевском ВМФ Великобритании

Коммодо́р (англ. Commodore) — воинское звание офицерского состава военно-морских сил в различных странах. Выше звания капитана (1-го ранга) (кэптен, англ. Captain) и ниже контр-адмирала (англ. Rear Admiral).
Звание коммодора существовало в ВМС США с 1799 по 1899, с 1941 по 1945, и кратковременно в 1984. Как временное, присваивалось во время Второй мировой войны. С 1984 года в ВМС США звание контр-адмирала разделено на два ранга: контр-адмирал (младший ранг) — англ. Rear-Admiral (lower half), и контр-адмирал (старший ранг) — англ. Rear-Admiral (upper half), а звание коммодор окончательно упразднено.
Используется преимущественно для офицеров, достигших флагманского ранга. Обычно под командованием коммодора находится соединение кораблей. Хотя это звание обычно считается равным адмиральскому званию с одной звездой (англ. 1 star rank), эквивалентному OF-6 в кодировке военно-морских званий НАТО, оно не всегда считалось флагманским.

## История возникновения

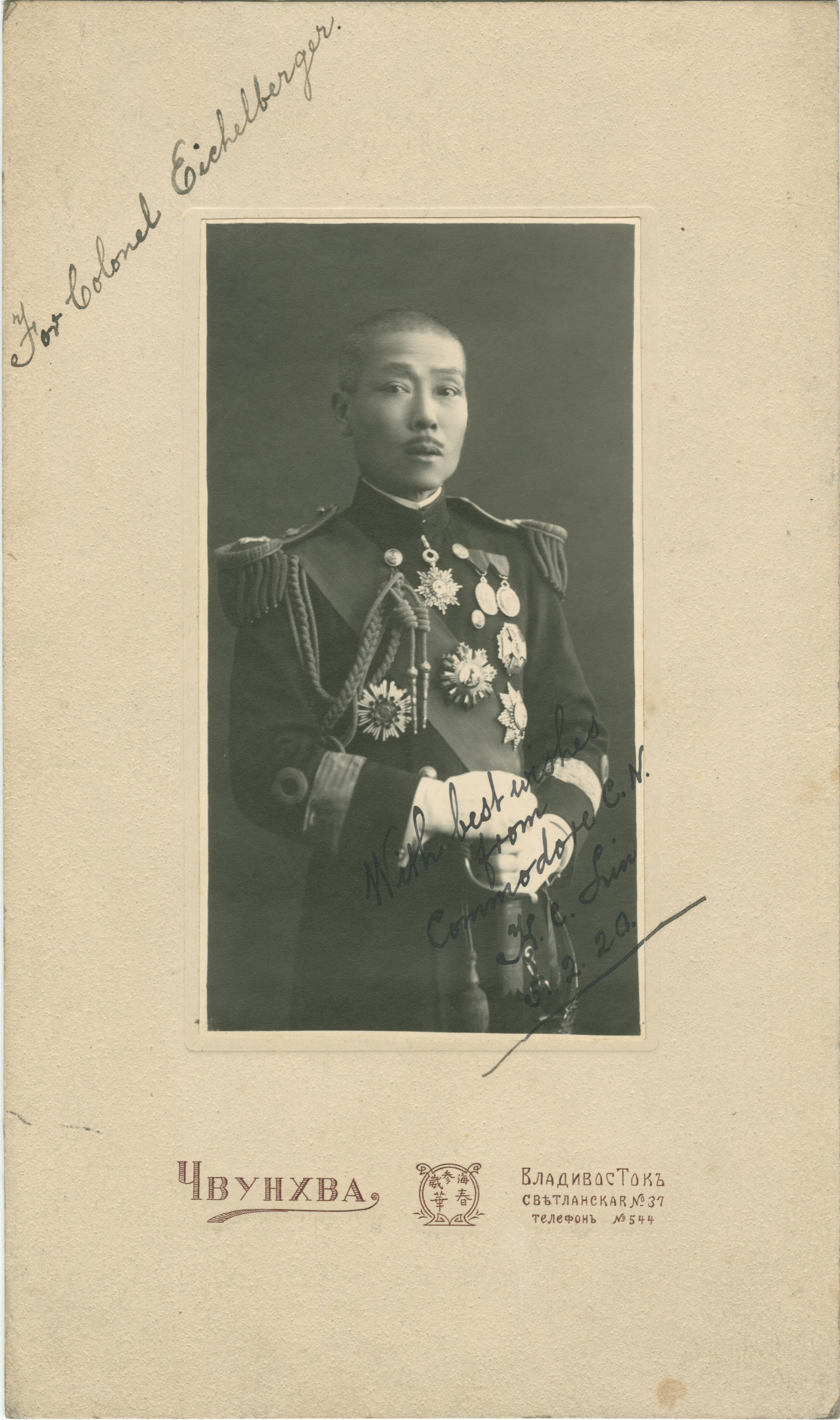
Коммодор китайского флота К. С. Лин (K. C. Lin) 5 февраля 1920 года

Звание «коммодор» возникло в голландском флоте около 1652 года, во время войны с Англией. Флоту нужны были офицеры, звание которых позволяло бы им осуществлять командование эскадрой, но в то время единственными офицерами, которым это позволялось, были адмиралы. Одной из возможных причин возникновения звания «коммодор» считают нежелание увеличивать количество адмиралов, и соответственно, расходы на выплату им жалования.
В Королевском флоте Великобритании старший капитан мог временно, на определенную кампанию или поход, быть назначен командующим эскадрой, и в этом случае назывался коммодор (без изменения званий во флотском списке и без повышения жалования). Коммодор получал привилегию выбрать флагманский корабль и поднять свой собственный брейд-вымпел. По окончании командования эскадрой офицер снова именовался капитаном.
Впоследствии Королевский флот закрепил звание коммодора как постоянное, с соответствующим местом во флотском списке, знаками различия и жалованием.

## Известные носители
- Перри, Мэтью Кэлбрейт — военный и политический деятель США, офицер и коммодор Военно-морских сил США. Принимал участие в Англо-американской (1812—1815), Второй берберийской (1815) и Американо-мексиканской войнах (1846—1848). Был одним из реформаторов американских вооружённых сил, за что получил прозвище «отец парового флота США». Успешно провёл дипломатическую миссию в Японии (1852—1854), которая завершилась подписанием Канагавского договора, первого соглашения между изоляционистской Японией и США. В американской историографии традиционно оценивается как лицо, открывшее Японию Западному миру;
- Урия Филлипс Леви — первый еврей в истории США в звании коммодора;
- Хоксли — командовал легким крейсером «Кастор» британского Гранд-Флита;
- Рострон, Артур Генри — британский капитан компании Cunard Line. Командовал лайнером «Карпатия», спасшим выживших пассажиров «Титаника» 15 апреля 1912 года. После спасения выживших с «Титаника» снискал широкую известность. Был награждён Золотой медалью Конгресса, а после Первой мировой войны орденом Британской империи. В 1931 году получил звание коммодора[5];
- Мбаинимарама, Фрэнк — глава военного правительства на Фиджи;
- коммодор Симкоо — персонаж романа Ж. Верна «Плавучий остров», командующий островом[6].
- коммодор Хансен — положительный герой романа Артура Кларка "Лунная пыль": человек, в любых обстоятельствах сохраняющий самообладание.

## В России
Во флоте Российской империи существовало аналогичное воинское звание — капитан-командор. Введено в 1707 году, в 1722 году включено в Табель о рангах. Относилось к 5 классу Табели, обращение — «Ваше высокородие». В обязанности капитан-командора входило командование небольшими отрядами кораблей, а также временное замещение контр-адмирала. Упразднено в 1827 году. Наиболее известный носитель — Витус Беринг.